# La storia bandita
La storia bandita è una rappresentazione sul brigantaggio postunitario in Basilicata, organizzata annualmente a Brindisi Montagna, provincia di Potenza, nella stagione estiva, tra luglio e settembre.
Manifestazione di natura multimediale in cui si fondono teatro, musica, danza e proiezioni cinematografiche; è il più grande cinespettacolo a livello nazionale.

## Sinossi
L'evento narra, in forma romanzata, la storia del brigante Carmine Crocco, dalle vicende familiari che segnano la sua giovinezza sino a quando, divenuto capo dei briganti in nome di Francesco II, terrà in scacco per un certo periodo,  l'esercito sabaudo tra la Basilicata e l'Irpinia. 
Sarà il tradimento di uno dei suoi uomini a permetterne la cattura e porre così fine alla rivolta e alle speranze dei suoi seguaci. Il monologo finale recita «Briganti o emigranti» come destino per molti meridionali ma, nel contempo, apre alla speranza di riscatto che ogni nuova generazione porta inevitabilmente con sé.

## Messa in scena
Il format si ispira al modello della Cinescenié di Puy du Fou in Vandea (Francia): infatti la messa in scena si avvale di una particolare forma di teatro, frutto della contaminazione tra cinema, musical, teatro e danza, che si svolge annualmente nel periodo estivo nel parco della Grancìa a Brindisi Montagna (Potenza), in un'area scenica di 25.000 m² costituita dall'anfiteatro naturale della foresta Grancia.
Alla rappresentazione partecipano centinaia tra attori locali (volontari) e danzatori, per oltre 400 tra personaggi e figuranti. La messa in scena dispone di cavalli, asini, buoi ed anatre e, soprattutto, di uno scenario suggestivo tra la montagna ed il bosco. La realizzazione è stata curata da Jean-François Touillard (direttore artistico) e Victor Rambaldi (regia di scena), Carmelina Iannelli (coreografie), Gerardo Viggiani (scenografie e costumi).
Di particolare impatto sono gli elementi tecnici, come schermi d'acqua, illuminazione artistica generata da oltre 600 riflettori e grandi proiezioni di immagini sulla montagna, effetti pirotecnici. Allo spettacolo assistono, mediamente, 1.200 spettatori a serata.

## Cast e ideazione
Lo spettacolo si avvale delle voci di noti artisti come Michele Placido (brigante Carmine Crocco), Orso Maria Guerrini (generale spagnolo José Borjes), Nanni Tamma, Lina Sastri (brigantessa), Paolo Ferrari (zio Martino).
La colonna musicale è firmata da artisti come Antonello Venditti, Lucio Dalla, Eddy Napoli, Luciano Di Giandomenico, David Petrosino.
Ideata e scritta da Gianpiero Perri con la collaborazione di Oreste Lo Pomo, la rappresentazione è nata con la consulenza storica di Tommaso Pedio.